# Titanohyrax
Titanohyrax is een geslacht van uitgestorven klipdassen, dat leefde van het Eoceen tot het Vroeg-Oligoceen. Het geslacht werd voor het eerst beschreven door in 1922 voor de soort Titanohyrax ultimus uit het Vroeg-Oligoceen van de Jebel Qatraniformatie, Fayum Depression, Egypte. De auteur beschreef het als een extreem gigantische soort, de grootste van alle tot nu toe bekende hyracoïden. Schattingen van het lichaamsgewicht variëren van zeshonderd tot dertienhonderd kilogram. Titanohyrax tantulus is de kleinste bekende Titanohyrax-soort, met een lichaamsgewicht van ongeveer drieëntwintig kilogram.

## Beschrijving
Dit twee meter grote dier had grote snijtanden, die geschikt waren om te knagen. De vierkante kiezen hadden hoge richels en waren belegd met een dikke emaillaag. Ze vertoonden gelijkenis met neushoornkiezen.

## Vondsten
Exemplaren zijn ontdekt in het huidige Algerije, Tunesië, Egypte en Libië. Van sommige soorten, zoals Titanohyrax ultimus, wordt geschat dat ze even groot zijn als de moderne neushoorn. Titanohyrax-soorten zijn nog steeds slecht bekend vanwege hun zeldzaamheid in het fossielenarchief.

## Gebit
Titanohyrax is ongebruikelijk onder de talrijke hyracoïden uit het Paleogeen door zijn lophoselenodonte tanden (tanden die lophodont en selenodont zijn), volledig molaire premolaren en relatief hooggekroonde wangtanden. Dit suggereert dat het geslacht een folivoor dieet had.